# 格森多夫
格森多夫是奥地利施蒂利亚州格拉茨城郊县的一个市镇。总面积7.21平方公里，总人口3722人，人口密度516.2人/平方公里（2012年）。